# Cétacia 1 : Le Fils de la baleine
 (mars 2015).
Si vous disposez d'ouvrages ou d'articles de référence ou si vous connaissez des sites web de qualité traitant du thème abordé ici, merci de compléter l'article en donnant les références utiles à sa vérifiabilité et en les liant à la section « Notes et références ».
Le Fils de la baleine est le tome 1 de la série de livres Cétacia, écrit par Mel Gosselin, et paru en 2011.
Il obtient le prix excellence des arts et culture Desjardins en 2012. Ce roman dynamique et imagé aborde des thèmes obscurs où se côtoient réalité et fiction. Ce roman appartient au genre fiction historique.
Il s'agit à la fois d'un roman historique (la révolution industrielle, l'immigration québécoise au XIXe siècle aux États-Unis...), et d'un roman fantastique (la merveilleuse société de Cétacia...)

## Synopsis
Cétacia incarne le vécu des exilés canadiens-français.